# Henry Maske
Henry Maske (* 6. Januar 1964 in Treuenbrietzen, Kreis Jüterbog, DDR) ist ein ehemaliger deutscher Boxer, der in den 1980er Jahren als Amateur große Erfolge feierte, unter anderem als Olympiasieger 1988 im Mittelgewicht, und anschließend Profi-Weltmeister im Halbschwergewicht war. Aufgrund seines kultivierten Auftretens in der Öffentlichkeit sowie wegen seines Boxstils bekam er den Spitznamen „Gentleman“ und gelangte deutschlandweit zu großer Popularität. Maske gilt als einer der Gründe des Box-Booms, der Anfang der 1990er Jahre Deutschland erfasste.

## Amateur

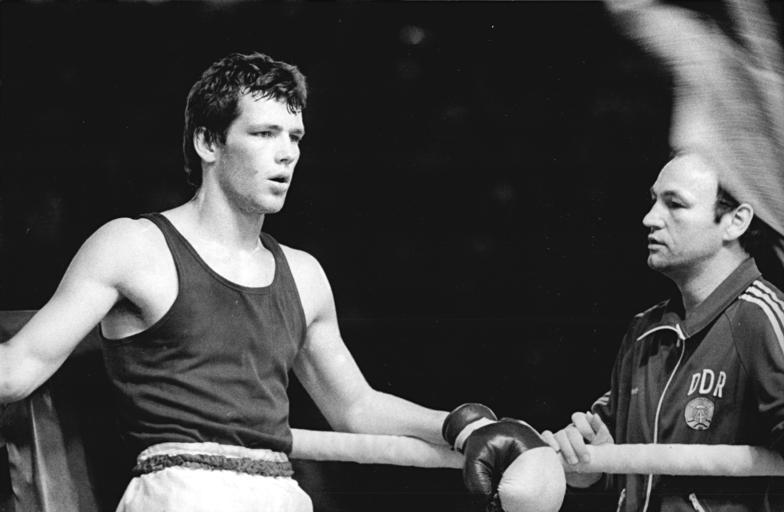
Henry Maske mit Manfred Wolke (1983)

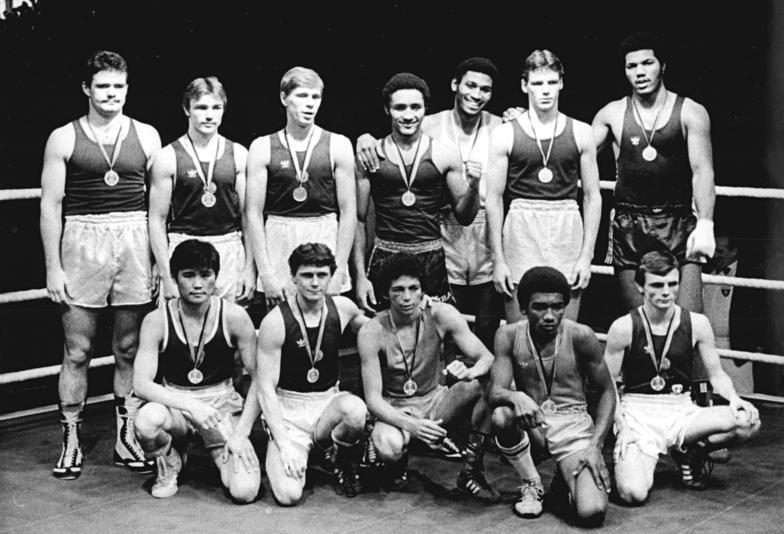
H.M. (2. v. r. hintere Reihe) bei einem Boxturnier in Halle/Saale (1983)

Rechtsausleger Henry Maske begann seine Karriere in Jüterbog, wo er als Siebenjähriger sein erstes Boxtraining absolvierte. Den Grundstein für seine späteren Erfolge legte er als Amateurboxer in der DDR. Zwischen 1972 und 1978 wurde er von Hans Hörnlein bei der BSG Motor Ludwigsfelde trainiert. Anschließend trainierte Maske beim ASK Vorwärts Frankfurt (Oder) unter Leitung der damaligen Cheftrainer Manfred Wolke bzw. Dietrich Bleck und war als Sportinstrukteur zuletzt Oberleutnant der Nationalen Volksarmee.
Schon im Nachwuchsbereich konnte Henry Maske Erfolge vorweisen, so war er unter anderem DDR-Jugendmeister und 1977 DDR-Spartakiadesieger. Gegner unter den Junioren, die Maske besiegen konnten, waren der Kasache Assylbek Kilimov (Sowjetunion) und Mike Olesch (SC Chemie Halle), der später gegen Maske verlor. Beim Polus Golden Belt in Gniezno holte er den 1. Platz. Dabei sollte er im Finale zunächst gegen Graciano Rocchigiani boxen, aber Rocchigiani durfte verletzungsbedingt nicht beim Finale antreten.
1983 machte Henry Maske im Erwachsenenbereich direkt auf sich aufmerksam. Beim Chemiepokal in Halle/Saale gewann er in der Vorrunde gegen den Weltmeister von 1978 und Moskauer Olympiasieger von 1980 José Gómez aus Kuba. Bei der Europameisterschaft in Warna im gleichen Jahr holte er mit gerade einmal 19 Jahren Bronze. Er verlor im Halbfinale gegen Wladimir Melnik. Ende des Jahres siegte er in Frankfurt bei den Armeemeisterschaften der befreundeten Armeen. 1984 verlief weniger erfolgreich für Henry Maske; nach dem frühen Ausscheiden beim Freundschaftsturnier in Havanna gegen Henryk Petrich und dem Trainerwechsel von Manfred Wolke zu Dietrich Bleck, scheiterte er im Finale der DDR-Meisterschaft gegen Eike Walter. 1985 war erfolgreicher und ihm gelang das Double – er wurde Europameister und Weltcup-Sieger. Bei seinen ersten Weltmeisterschaften 1986 in Reno (USA) errang Henry Maske die Silbermedaille. In der Vorrunde besiegte er den Olympiasieger von 1984, den Südkoreaner Shin Joon-sup. Er musste sich nur im Finale dem US-Amerikaner Darin Allen beugen, wobei nicht wenige Beobachter von einem durch Heimvorteil beeinflussten Urteil sprachen. 1988 wurde Henry Maske Olympiasieger im Mittelgewicht und schlug dabei im Finale seinen späteren Gegner bei den Profis, den Kanadier Egerton Marcus, sowie im Halbfinale der Kenianer Christopher Sande. Da die Kubaner aus Solidarität mit Nordkorea die Olympischen Spiele in Seoul boykottierten, kam es bei diesem Turnier nicht zum Aufeinandertreffen zwischen Henry Maske und seinem damaligen Angstgegner Ángel Espinosa, gegen den er in drei Vergleichen, unter anderem im Weltcup-Finale 1987 und im Finale des Chemiepokals 1988, jedes Mal unterlegen war.
Ein Jahr später, bei den Weltmeisterschaften in Moskau, war Maske erneut erfolgreich. Mittlerweile in das Halbschwergewicht aufgestiegen, besiegte er im Finale überlegen den großen Favoriten und Titelverteidiger Pablo Romero aus Kuba und verhinderte damit einen Titel-Hattrick des Kubaners. Bis zu seinem Wechsel ins Profilager im März 1990 galt Henry Maske als das Maß aller Dinge im Halbschwergewicht. Seine Bilanz: 163 Siege in 181 Kämpfen.

### Erfolge als Amateur
- 1983, 1985, 1986, 1987 und 1988: DDR-Meister[3]

- November 1989: 1. Platz beim Mayor's Cup in Manila[4]
- September 1989: 1. Platz bei der Weltmeisterschaft in Moskau[5]
- August 1989: 1. Platz beim Internationalen TSC-Turnier in Ost-Berlin[6]
- Juni 1989: 1. Platz bei der Europameisterschaft in Athen[7]
- April 1989: 1. Platz beim King's Cup in Bangkok[8]
- März 1989: 1. Platz beim Chemiepokal in Halle/Saale[9]
- Oktober 1988: 1. Platz bei den Olympischen Sommerspielen in Seoul[10]
- März 1988: 1. Platz beim vorolympischen Turnier in Seoul[11]
- März 1988: 2. Platz beim Chemiepokal in Halle/Saale[12]
- Oktober 1987: 2. Platz beim Weltcup in Belgrad[13]
- September 1987: 1. Platz beim Praterfest-Turnier in Wien[14]
- September 1987: 1. Platz beim Internationalen TSC-Turnier in Ost-Berlin[15]
- Juni 1987: 1. Platz bei der Europameisterschaft in Turin[16]
- April 1987: 1. Platz beim King's Cup in Bangkok[17]
- November 1986: 1. Platz beim 75 Years of Dutch Boxing Tournament in Rotterdam[18]
- Mai 1986: 2. Platz bei der Weltmeisterschaft in Reno[19]
- März 1986: 1. Platz beim Chemiepokal in Halle/Saale[20]
- November 1985: 1. Platz beim Weltcup in Seoul[21]
- Juni 1985: 1. Platz bei der Europameisterschaft in Budapest[22]
- März 1985: 1. Platz beim Chemiepokal in Halle/Saale[23]
- Oktober 1984: 1. Platz beim Internationalen TSC-Turnier in Ost-Berlin[24]
- August 1984: 5. Platz bei den Wettkämpfen der Freundschaft in Havanna[25]
- April 1984: 1. Platz beim Chemiepokal in Halle/Saale[26]
- April 1984: 1. Platz beim Gee-Bee Tournament in Helsinki[27]
- Oktober 1983: 1. Platz beim Internationalen TSC-Turnier in Ost-Berlin[28]
- Mai 1983: 3. Platz bei der Europameisterschaft in Warna[29]
- März 1983: 1. Platz beim Chemiepokal in Halle/Saale[30]

## Profikarriere
Maske entschied sich im Frühjahr 1990 für ein Angebot des westdeutschen Promoters Wilfried Sauerland, auch mit dessen Konkurrenten Klaus-Peter Kohl hatte er sich zuvor getroffen. Ab 1990 kämpfte Maske als Profi im Halbschwergewicht. Seinen ersten Profikampf bestritt er am 9. Mai 1990 in London. Er schlug in Aufbaukämpfen Gegner wie den ehemaligen Europameister Tom Collins, Ex-WBA-Titelträger Leslie Stewart, WBA-Herausforderer Mike Peak und Yawe Davis. Für sein Bild in der Öffentlichkeit sowie den Aufschwung des Profiboxens sei die Boxveranstaltung im September 1992 im Rahmen der Documenta IX in Kassel ein „Meilenstein“ gewesen, so Maske später. Er bestritt dabei einen Kampf gegen Samson Cohen, auch Axel Schulz und andere Boxer stiegen auf der Documenta in den Ring. „Danach gab es eine Talkshow mit Intellektuellen, die sagten alle, wie faszinierend, archaisch, inspirierend, wie phantastisch Boxen sei. Das war ein Riesenknall damals, und wir wurden plötzlich ganz anders wahrgenommen, auf einer anderen intellektuellen Ebene“, äußerte Maske 2014. Ein weiterer wichtiger Aspekt, der insbesondere die Beliebtheit Maskes und des Profiboxens insgesamt förderte, war eine „gezielte Heroisierung“ durch den übertragenden Fernsehsender RTL, der die Kämpfe Maskes und seiner Stallkollegen als Großereignisse veranstaltete und mit Spektakel inszenierte. Dadurch wurde Profiboxen „salonfähig, gesellschaftsrelevant und trendig“. Für Ende Februar 1992 war ein Europameisterschaftskampf zwischen Maske und Graciano Rocchigiani vorgesehen, der in der Berliner Deutschlandhalle stattfinden sollte, letztlich aber abgesagt wurde, da keine Einigung über die Entlohnungen der beiden Boxer gefunden wurde.
Am 20. März 1993 wurde er durch einen einstimmigen Punktsieg gegen den US-Amerikaner „Prince“ Charles Williams IBF-Weltmeister im Halbschwergewicht. Williams war in allen unabhängigen Fachzeitschriften wie dem Ring Magazine die Nummer eins gewesen und hatte den Titel mehr als fünf Jahre gehalten. Maske gewann den Kampf vor 6200 Zuschauern in der ausverkauften Philipshalle in Düsseldorf einstimmig nach Punkten, weitere 2000 Menschen mussten an den Kassen abgewiesen werden. 3,1 Millionen Fernsehzuschauer verfolgten die Übertragung. Maske bestimmte den Kampf mit seiner Führhand, überzeugte mit guter Beinarbeit und wies eine „ideale Mischung aus Sicherheit und Aggressivität“ auf. Maske erhielt eine Börse in Höhe von rund 100 000 DM, sein Manager Sauerland stellte seinem Schützling nach dem Kampf in Aussicht, Maske werde „in den nächsten drei Jahren Millionen scheffeln können.“
Bis Ende 1996 verteidigte Maske seinen Titel zehnmal, darunter gegen die drei ungeschlagenen Pflichtherausforderer Ernesto Magdaleno, Duran Williams und Egerton Marcus sowie gegen Graciano Rocchigiani. Letzterer war zuvor ins Halbschwergewicht aufgestiegen und hatte im Supermittelgewicht 1994 einen Titelkampf des Boxverbandes WBO gegen Chris Eubank verloren. Das erste Aufeinandertreffen im Mai 1995 wurde der erste WM-Kampf, in dem sich zwei deutsche Profiboxer gegenüberstanden. Die Veranstalter hatten den Kampf unter das Motto „Eine Frage der Ehre“ gestellt. Maske wurde für den Kampf eine Gage von 1,6 Millionen DM und Rocchigiani 1,15 Millionen DM zugesichert. Rocchigiani stellte den Kampf im Vorfeld als Auseinandersetzung zwischen Ost- und Westdeutschland dar, was das Maske-Lager zurückwies und auf den sportlichen Wert des Kampfes hinwies. Das Duell hätte bereits ein Jahr zuvor stattfinden sollen, Rocchigiani und sein damaliger Manager Klaus-Peter Kohl hatten sich mit Sauerland aber nicht auf die Optionen im Falle einer Niederlage Maskes einigen können.
Rocchigiani zeigte in der mit 13 000 Zuschauern vollbesetzten Dortmunder Westfalenhalle eine gute Leistung und hatte den Weltmeister in der neunten und zwölften Runde am Rand einer Niederlage. In der zwölften Runde ging Maske zu Boden, da dies aber insbesondere durch ein Herunterdrücken Rocchigianis geschehen war, wurde der Weltmeister vom US-amerikanischen Ringrichter nicht angezählt. Im Verlauf des Kampfes ließ sich der ansonsten defensiv agierende Maske zu einem Schlagabtausch hinreißen, was für ihn untypisch war. Am Ende des Kampfes war Henry Maske schwer angeschlagen. Durch einen umstrittenen Punktsieg behielt er den IBF-Weltmeistergürtel. Während Maske seinen Sieg anschließend mit den Worten einschätzte, er habe die Vielzahl der Treffer gelandet, sei der Durchgängigere gewesen und habe den Kampf über weite Strecken bestimmt, äußerte Rocchigiani: „Die Show ist auf Maskes Seite, das Geld auch. Man muss wohl gegen Henry durch K.o. gewinnen.“ Jean-Marcel Nartz, damals technischer Leiter beim Sauerland-Stall, nannte die Veranstaltung einen „der größten Kämpfe, die Deutschland jemals erlebt hat“. Die Übertragung wurde von 13,18 Millionen Fernsehzuschauern verfolgt, was für RTL seinerzeit eine Bestmarke bedeutete.
Ein halbes Jahr später traten beide Boxer zu dem von vielen erwarteten Rückkampf an. Dieser Kampf wurde im Vorfeld als „vorläufiger Höhepunkt des neuen deutschen Box-Booms“ eingestuft. Maske, der inzwischen über mehrere Werbeverträge verfügte, erhielt für den Rückkampf eine Börse von 1,6 Millionen DM. Der übertragende Sender RTL hatte für das zweite Duell zwischen Maske und „Rocky“ Rekordwerbepreise von 360 000 DM pro Minute aufgerufen. Die Olympiahalle von München war mit 12 240 Zuschauern ausverkauft. Maske sagte vor dem Rückkampf, er wolle sich selbst beweisen, „dass ich nicht so schlecht bin wie damals.“ Tatsächlich bestimmte Maske den Kampf mit seiner Führhand und gewann einstimmig nach Punkten, während Rocchigiani seine Stärken nicht ausspielte und verkrampft auftrat. Mit 17,6 Millionen Zuschauern und einem Marktanteil von 73,6 Prozent erreichte RTL neue Rekordzahlen, am Ring wohnten Prominente wie Boris Becker, Michael Schumacher, Michael Stich und Heino dem Kampf bei, bei dem es sich nach Einschätzung des Hamburger Abendblatts um „den pompösesten Kampf der deutschen Box-Geschichte“ handelte.
Ein weiterer Gegner Maskes, Iran Barkley, hatte sich in den USA nach zwei Siegen gegen Thomas Hearns und dem Titelgewinn in drei Gewichtsklassen einen Namen gemacht. Allerdings hatte er nach schweren vorzeitigen Niederlagen gegen James Toney und Adolpho Washington Augenprobleme und wurde in keiner unabhängigen Rangliste mehr unter den Besten geführt, als Maske ihn als Herausforderer akzeptierte. Der Kampf endete schließlich wegen allzu deutlicher Überlegenheit des Weltmeisters vorzeitig.
Maske war als Profiboxer in Deutschland sehr beliebt, nicht zuletzt durch seine besonnene Art inner- und außerhalb des Boxringes. Er reagierte in der Regel auf Verbalattacken seiner Gegner im Vorfeld des Kampfes mit dem Satz, er werde die Antwort im Ring geben. Henry Maskes Kampfstil spiegelte die sogenannte „Frankfurter Schule“ wider, als deren Begründer der Maske-Trainer und Olympiasieger von 1968 Manfred Wolke gilt. Dieser Kampfstil ist sehr defensiv geprägt nach dem Motto: „Es gewinnt nicht derjenige, der die meisten Treffer landet, sondern derjenige, der die wenigsten Treffer abbekommt.“ Maskes Erfolgsrezept bestand in der Regel darin, seinen Gegnern die Möglichkeit zu verwehren, sich im offenen Schlagabtausch beweisen zu können. Dagegen mussten diese, bedingt durch Maskes unorthodoxen Boxstil, oft völlig überraschend einzelne deutliche Treffer einstecken, lagen zur Hälfte des Kampfes dann oft nach Punkten zurück und suchten deshalb meist verstärkt den Angriff, was einem klassischen Konterboxer wie Maske entgegenkam. Diese „Marschroute“ bescherte Henry Maske den Ruf eines abgeklärten Ringstrategen, der Boxen völlig rational betrieb. Aufgrund der phasenweise recht deutlichen Überlegenheit mehrten sich mit der Zeit kritische Stimmen, die die Klasse einiger Gegner in Frage stellten. Freiwillig verteidigte Maske seinen Titel nur zweimal gegen Weltklassegegner, nämlich im Rückkampf gegen Rocchigiani, der vor dem ersten Kampf zwar nicht zur Weltspitze gezählt wurde, wegen seiner guten Leistung aber trotz Niederlage hochgestuft wurde, und im verlorenen Verteidigungskampf gegen Virgil Hill.
Kritisiert wurde Henry Maske dafür, dass er angeblich gegen viele potentielle Gegner nicht antrat. Unter anderem kam es nicht zu einem Kampf gegen Dariusz Michalczewski, dessen Promoter behauptete, Maske mehrmals kontaktiert zu haben. In den USA hielt sich die Popularität von Henry Maske in Grenzen, da seine rationale Art zu boxen für eine großangelegte Fernsehvermarktung nicht spektakulär genug war. Außerdem wurde ihm dort nachgesagt, eher gegen schwächere Gegner anzutreten. Seine defensive Kampfesweise wurde oft als Feigheit ausgelegt.
Vor dem am 23. November 1996 in der Münchener Olympiahalle ausgetragenen WM-Vereinigungskampf mit WBA-Titelträger Virgil Hill hatte Maske angekündigt, anschließend seine Boxkarriere zu beenden. Nach 25 Jahren Boxen sei es Zeit, sich nach neuen Lebensaufgaben umzusehen, wurde Maske vor dem Duell mit Hill zitiert. Der damalige Bundeskanzler Helmut Kohl wünschte Maske vor dem Kampf per Telegramm alles Gute. Maske verlor seinen Titel des Verbandes IBF gegen Hill in einem schwer bewertbaren, unsauberen Kampf nach Punkten. Hill überzeugte mit seiner Schnelligkeit und war für Maske schwer zu treffen. Maskes sonst starke rechte Führhand kam wenig zur Geltung. Im Laufe des Kampfes häufte sich Klammern und Halten der beiden Boxer. Nach Ansicht seines Trainers Wolke zeigte Maske gegen Hill seinen schwächsten WM-Kampf. Maske vermutete nach dem Kampf eine Bevorzugung des US-Amerikaners: Seine Ankündigung, nach dem Kampf endgültig seine Karriere zu beenden, habe dazu geführt, dass er nicht in „das kommerzielle Konzept“ gepasst habe. „Man hat uns dorthin gestellt, wo wir von Amerika aus hingehören – in die Zweitklassigkeit“, sagt Maske nach dem Kampf.
Henry Maskes Persönlichkeit, Kampfweise und nicht zuletzt der Medienrummel und die Inszenierungen des Senders RTL machten den Boxsport zu einem gesellschaftlichen Ereignis in Deutschland und ihn zu einer der Leitfiguren des wiedervereinigten Deutschlands. Maske, der in Deutschland während seiner Hochzeit als Berufsboxer einen Bekanntheitsgrad in der Bevölkerung von 97 Prozent aufwies, wurde als „gesamtdeutsches Idol“ und „sportlicher Hauptgewinner der Einheit“ bezeichnet. Trotz der Inszenierung seiner Kämpfe sei dieses Spektakel Maske lange fremd geblieben: „Noch heute geht Maske, bei Kämpfen stets unrasiert, eher wie ein Delinquent mit gesenktem Kopf zur Arbeit“, hieß es vor seinem Kampf gegen Hill im November 1996. Kabarettist und Boxreporter Werner Schneyder, der die Maske-Kämpfe bei RTL als Kommentator begleitete, bezeichnete die Marke Henry Maske 1996 als „öffentlichkeitswirksame Verbindung von großem technischen Können, gutem Aussehen und guter Verkaufe.“ Bis zu 18 Millionen TV-Zuschauer verfolgten seine WM-Kämpfe vor den Bildschirmen. Die Musiktitel Conquest of Paradise und Time to Say Goodbye verkauften sich insgesamt fast fünf Millionen Mal, wobei Time to Say Goodbye Maske gewidmet wurde, als dieser zu seinem letzten Kampf antrat. Beide Lieder hatten sowohl in Deutschland als auch weltweit zunächst keinen nennenswerten Erfolg. Nachdem sie jedoch zu Maskes Kämpfen gespielt wurden, brachen beide Single-Versionen die bestehenden deutschen Verkaufsrekorde.

### Comeback

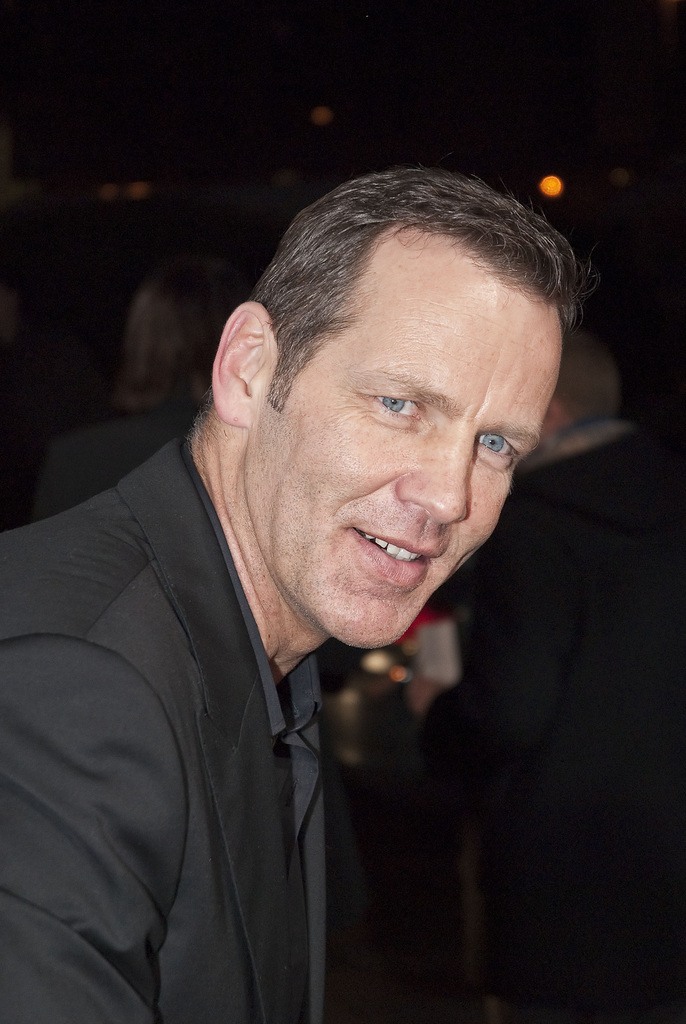
Henry Maske (2008)

Ende Januar 2006 gelang Maskes letztem Gegner Virgil Hill nach einem Wechsel ins Cruisergewicht überraschend ein Comeback. Der 43-Jährige besiegte in Atlantic City den Russen Waleri Brudow über zwölf Runden einstimmig nach Punkten und gewann damit den vakanten Weltmeistertitel der WBA. Dieser Titel ist aber nur untergeordnet; der reguläre WBA-Weltmeister war zu diesem Zeitpunkt weiterhin der WBA-Superweltmeister Jean-Marc Mormeck, gegen den Hill bereits zwei Niederlagen einstecken musste. Der neuerliche Sieg seines einstigen Bezwingers wiederum veranlasste Henry Maske dazu, im Juli 2006 in einem Interview sein Comeback für einen einzigen Revanchekampf gegen Hill anzukündigen. Die geplante Rückkehr in den Ring stieß jedoch sowohl bei Box-Experten als auch bei der Allgemeinheit überwiegend auf Unverständnis. Aufgrund der zehnjährigen fehlenden Kampfpraxis sowie seines für einen Leistungssportler hohen Alters von 42 Jahren bezweifelten viele, dass Henry Maske, selbst durch eine gezielte Vorbereitung, in der Lage wäre, einem erfahrenen Gegner wie Hill in einem Gefecht ernsthaft Paroli bieten zu können. In der Tat bleiben beim Boxen Comebackversuche, auch nach kürzerer Ringabstinenz als bei Maske, häufig erfolglos. Obwohl Maske wiederholt beteuerte, dass die sportliche Wiedergutmachung seiner einzigen Niederlage den Ausschlag für seine Comebackpläne gab, wurde die Ernsthaftigkeit seines Vorhabens immer wieder in Frage gestellt. Die Vorwürfe, mit denen sich Maske konfrontiert sah, unterstellten ihm neben dem Bedürfnis nach öffentlicher Aufmerksamkeit vor allem finanzielle Interessen als Hauptbeweggrund für seine Rückkehr. Daher gab es vereinzelt Befürchtungen, dass bei einem erfolglosen Comeback Maskes Renommee in der Öffentlichkeit irreparablen Schaden nehmen könnte.
Ende August 2006 gab Henry Maske bekannt, dass er sich in New York bei Teddy Atlas, ehemals Trainer von Mike Tyson und Michael Moorer, auf seinen Kampf gegen Hill vorbereiten wolle. Maskes früherer Trainer Manfred Wolke hatte ebenfalls seine Dienste angeboten, erhielt aber von seinem Promoter Wilfried Sauerland keine Freigabe. In Anbetracht des gescheiterten Comebackversuchs von Axel Schulz im November 2006 änderte Sauerland jedoch seine Meinung. Am 18. Dezember teilte Henry Maske mit, dass er sich von Teddy Atlas trennen und wieder bei Wolke trainieren werde. Während seiner Wettkampfvorbereitung absolvierte Henry Maske unter Ausschluss der Öffentlichkeit mehrere Kämpfe gegen aktive Profiboxer. Diese Vergleiche wurden unter Wettkampfbedingungen, das heißt mit Ring- und Punktrichtern, durchgeführt.

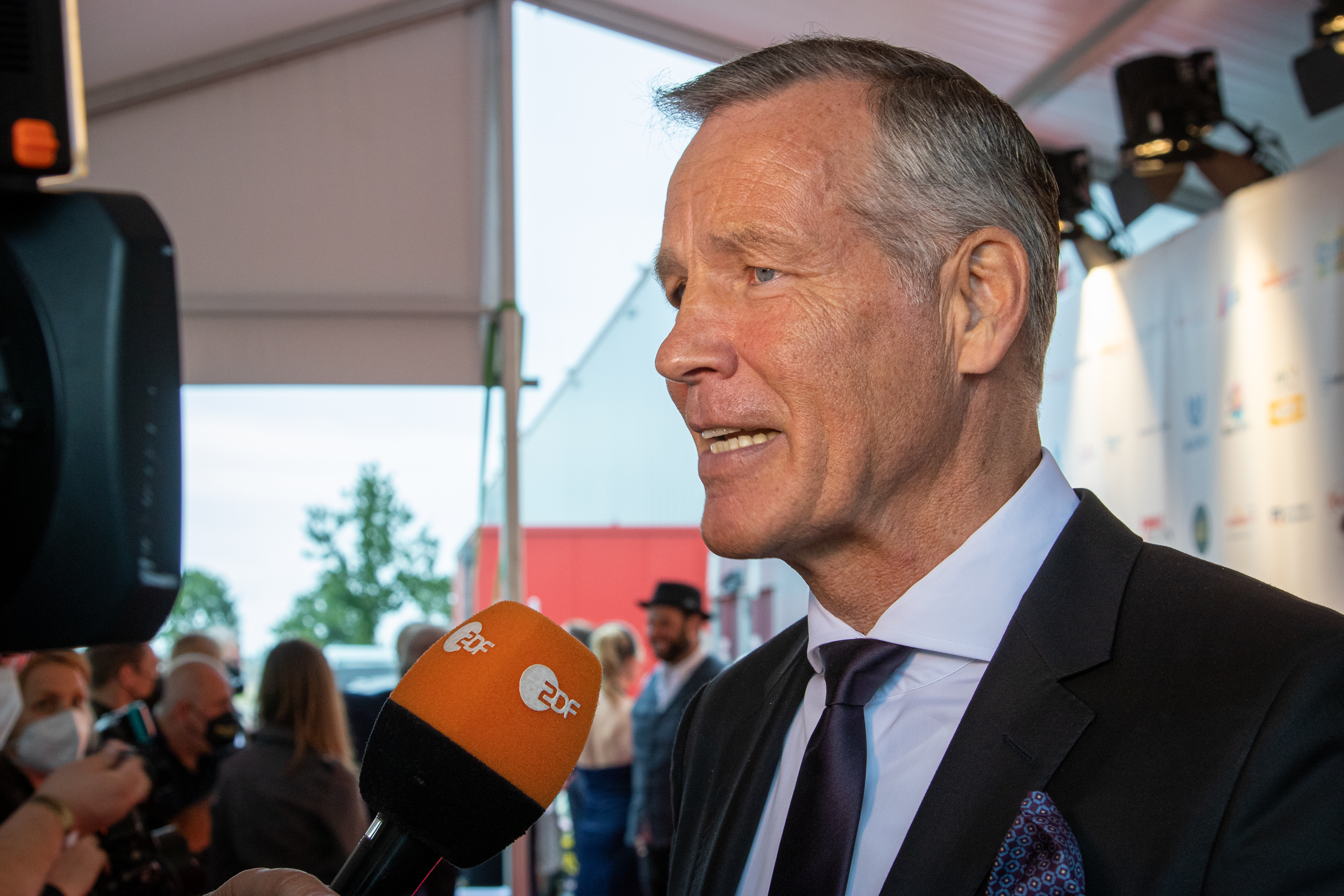
Henry Maske (2021)

Am 31. März 2007 fand in der Olympiahalle München der Kampf gegen Virgil Hill statt. Für den Kampf wurde von beiden Seiten mit 86 kg ein Gewichtslimit vereinbart, welches die zum Zeitpunkt des Hinkampfes 1996 geltende Obergrenze des Cruisergewichts darstellte. Virgil Hill, der seit dem Jahr 2003 im modifizierten Cruisergewicht bis 91 kg gekämpft hatte, musste Gewicht verlieren. Entgegen der im Vorfeld vorherrschenden Meinung – laut einer Forsa-Umfrage glaubten nur 25 Prozent der Zuschauer an einen Sieg des Deutschen – überraschte Maske mit einem beeindruckenden Auftritt.
In der Anfangsphase sahen die Zuschauer einen relativ ausgeglichenen Kampf. Maske, dem man zumindest äußerlich seine jahrelange Pause nicht anmerkte, gelang es bei fortschreitender Kampfdauer zunehmend, sich gegenüber seinem Gegner leichte Vorteile zu erarbeiten. Als Konsequenz führte Maske bereits zur Mitte des Kampfes relativ deutlich bei allen drei Punktrichtern.
In der achten Runde prallten beide Gegner mit den Köpfen zusammen, wobei sich Hill eine Verletzung zuzog. Maske blieb unverletzt und bekam daher regelkonform einen Punktabzug. Trotzdem gewann er den Kampf über zwölf Runden einstimmig nach Punkten (117:110, 116:113, 117:110) und konnte sich damit für seine Niederlage vor über zehn Jahren revanchieren. Insgesamt feierte Henry Maske seinen 31. Sieg im 32. Profikampf. 3748 Tage nach seinem ersten Rücktritt gelang es Maske außerdem, nach einer der längsten Pausen im Boxsport mit einem Sieg zurückzukehren. Unmittelbar nach der Urteilsverkündung erklärte Maske seinen endgültigen Abschied vom Profiboxen. Durchschnittlich 15,99 Millionen Zuschauer verfolgten den Auftritt des Deutschen im Fernsehen bei RTL.
Nach Medienberichten erhielt Hill eine Kampfbörse von etwa 1,2 Millionen Euro, Maske rund 1,5 Millionen Euro.

### Liste der Profikämpfe
| 30 Siege (11 K.-o.-Siege), 1 Niederlage, 0 Unentschieden |               |                                                     |                                                          |                                  |
| Jahr                                                     | Tag           | Ort                                                 | Gegner                                                   | Ergebnis für Maske               |
| 1990                                                     | 9. Mai        | Wembley Arena, London, Großbritannien               | Antonio Arvizu                                           | Sieg / KO 1. Runde               |
| 1990                                                     | 1. Juni       | Philipshalle, Düsseldorf, Deutschland               | Mike Aubrey                                              | Punktsieg (6 Runden)             |
| 1990                                                     | 7. September  | Sporthalle Charlottenburg, Berlin, Deutschland      | Jorge Juan Salgado                                       | Punktsieg (6 Runden)             |
| 1990                                                     | 5. Oktober    | Philipshalle, Düsseldorf, Deutschland               | Mike Brothers                                            | Sieg / KO 2. Runde               |
| 1990                                                     | 31. Oktober   | Wembley Grand Hall, London, Großbritannien          | Hylton Cortwell                                          | Sieg / KO 3. Runde               |
| 1990                                                     | 16. November  | Sporthalle Wandsbek, Hamburg, Deutschland           | Sean Mannion                                             | Punktsieg (8 Runden)             |
| 1990                                                     | 7. Dezember   | Berlin, Deutschland                                 | Glazz Campbell                                           | Punktsieg (8 Runden)             |
| 1991                                                     | 25. Januar    | Diplomat Hotel, Hollywood, USA                      | Salim Muhammad                                           | Punktsieg (8 Runden)             |
| 1991                                                     | 28. Februar   | Philipshalle, Düsseldorf, Deutschland               | Miguel Angel Maldonaldo                                  | Punktsieg (8 Runden)             |
| 1991                                                     | 31. Mai       | Berlin, Deutschland                                 | Yawe Davis                                               | Punktsieg (10 Runden)            |
| 1991                                                     | 13. September | Philipshalle, Düsseldorf, Deutschland               | Rodrigo Benech                                           | Punktsieg (8 Runden)             |
| 1991                                                     | 12. Oktober   | Halle (Saale), Deutschland                          | Mike Peak                                                | Sieg / KO 9. Runde               |
| 1991                                                     | 8. November   | Halle Georges Carpentier, Paris, Frankreich         | Darryl Fromm                                             | Sieg / KO 9. Runde               |
| 1991                                                     | 6. Dezember   | Philipshalle, Düsseldorf, Deutschland               | Tom Collins                                              | Sieg / TKO 8. Runde              |
| 1992                                                     | 6. März       | Berlin, Deutschland                                 | Leslie Stewart                                           | Sieg / KO 7. Runde               |
| 1992                                                     | 4. April      | Philipshalle, Düsseldorf, Deutschland               | Steve McCarthy                                           | Sieg / Disqualifikation 9. Runde |
| 1992                                                     | 27. Juni      | Halle (Saale), Deutschland                          | Lenzie Morgan                                            | Punktsieg (10 Runden)            |
| 1992                                                     | 19. September | Kassel, Deutschland                                 | Samson Cohen                                             | Sieg / KO 6. Runde               |
| 1992                                                     | 2. Oktober    | Deutschlandhalle, Berlin, Deutschland               | Frank Minton                                             | Sieg / KO 2. Runde               |
| 1993                                                     | 20. März      | Philipshalle, Düsseldorf, Deutschland               | Charles Williams IBF-Weltmeisterschaft                   | Punktsieg (12 Runden)            |
| 1993                                                     | 18. September | Philipshalle, Düsseldorf, Deutschland               | Anthony Hembrick IBF-Titelverteidigung                   | Punktsieg (12 Runden)            |
| 1993                                                     | 11. Dezember  | Philipshalle, Düsseldorf, Deutschland               | David Vedder IBF-Titelverteidigung                       | Punktsieg (12 Runden)            |
| 1994                                                     | 26. März      | Westfalenhallen, Dortmund, Deutschland              | Ernesto Magdaleno IBF-Titelverteidigung                  | Sieg / TKO 9. Runde              |
| 1994                                                     | 4. Juni       | Westfalenhallen, Dortmund, Deutschland              | Andrea Magi IBF-Titelverteidigung                        | Punktsieg (12 Runden)            |
| 1994                                                     | 8. Oktober    | Gerry-Weber-Stadion, Halle (Westfalen), Deutschland | Iran Barkley IBF-Titelverteidigung                       | Sieg / Aufgabe 9. Runde          |
| 1995                                                     | 11. Februar   | Festhalle, Frankfurt, Deutschland                   | Egerton Marcus IBF-Titelverteidigung                     | Punktsieg (12 Runden)            |
| 1995                                                     | 27. Mai       | Westfalenhallen, Dortmund, Deutschland              | Graciano Rocchigiani IBF-Titelverteidigung               | Punktsieg (12 Runden)            |
| 1995                                                     | 14. Oktober   | Olympiahalle, München, Deutschland                  | Graciano Rocchigiani IBF-Titelverteidigung               | Punktsieg (12 Runden)            |
| 1996                                                     | 17. Februar   | Westfalenhallen, Dortmund, Deutschland              | Duran Williams IBF-Titelverteidigung                     | Punktsieg (12 Runden)            |
| 1996                                                     | 25. Mai       | Neue Messehallen, Leipzig, Deutschland              | John Scully IBF-Titelverteidigung                        | Punktsieg (12 Runden)            |
| 1996                                                     | 23. November  | Olympiahalle, München, Deutschland                  | Virgil Hill IBF-Titelverteidigung, WBA-Weltmeisterschaft | Punktniederlage (12 Runden)      |
| 2007                                                     | 31. März      | Olympiahalle, München, Deutschland                  | Virgil Hill                                              | Punktsieg (12 Runden)            |
| Quelle: Henry Maske in der BoxRec-Datenbank              |               |                                                     |                                                          |                                  |

## Ehrungen

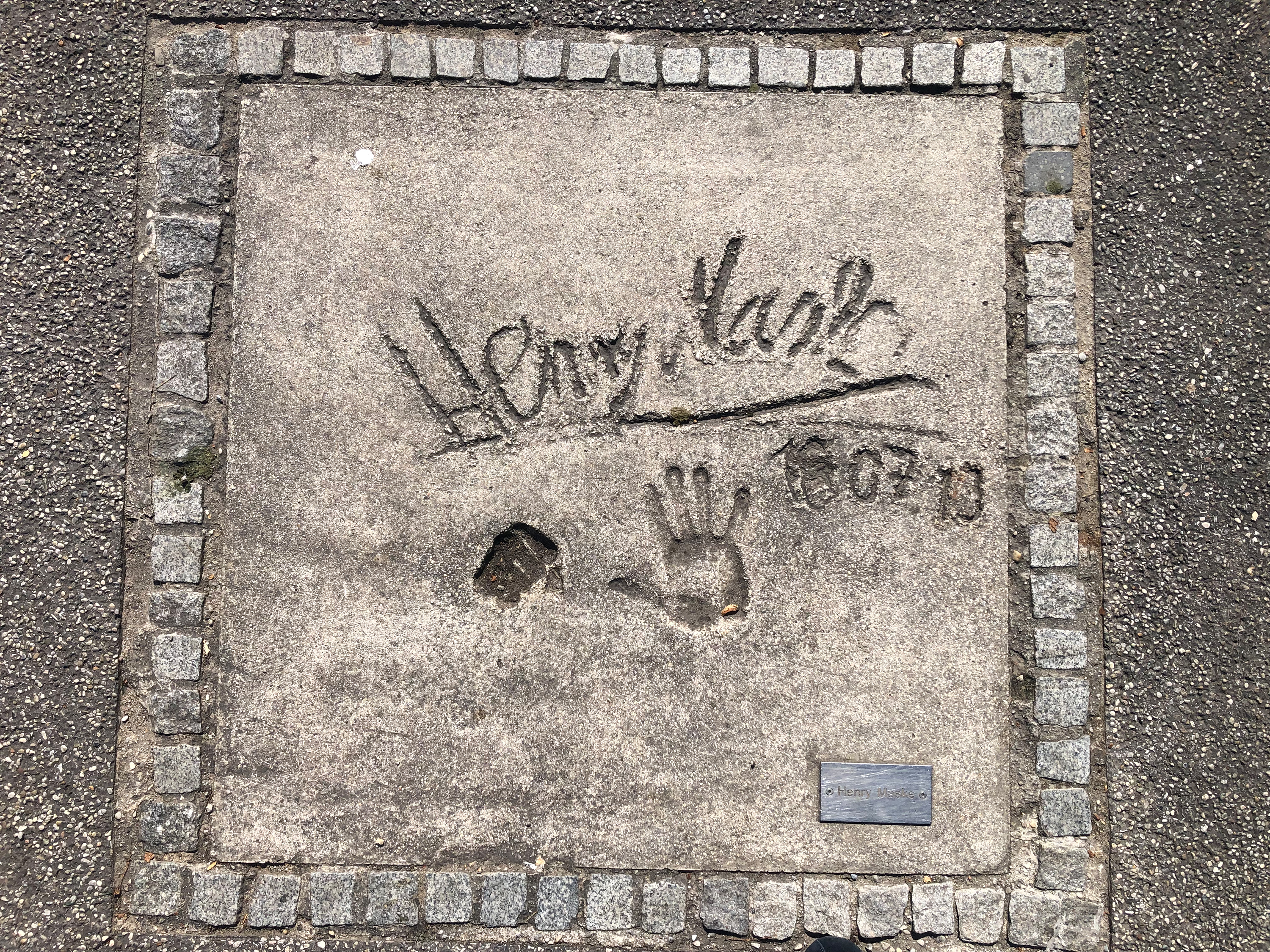
Hand und Faust von Maske auf dem „Munich Olympic Walk of Stars“

In der DDR wurde Henry Maske für seinen Olympiasieg 1988 in Seoul mit dem Vaterländischen Verdienstorden in Gold ausgezeichnet. Diesen Orden hatte er auch 1986 erhalten. Von den deutschen Sportjournalisten wurde er 1993 zum Sportler des Jahres gewählt. 1993, 1994, 1995 und 1996 wurde er auch Brandenburgs Sportler des Jahres. Durch die Leser der Zeitschrift BoxSport wurde er 1995 und 1996 zum Boxer des Jahres gewählt und erhielt in den Jahren 1995 und 1996 den Goldenen Löwen. 1995 und 2007 erhielt er zudem jeweils einen Bambi. 1997 folgte die Goldene Kamera. 2001 wurde Maske vom damaligen Bundespräsidenten Johannes Rau das Bundesverdienstkreuz verliehen. In der Kategorie „Sportler in sozialer Verantwortung“ erhielt Maske 2002 den Georg von Opel-Preis. 2008 wurde Maske vom Deutschen Krawatteninstitut (Krefeld), dem Deutschen Institut für Herrenmode und der koelnmesse zum Krawattenmann des Jahres gewählt. Am 14. Juni 2010 wurde er mit dem Verdienstorden des Landes Brandenburg ausgezeichnet. 2012 wurde er mit dem wichtigsten deutschen Sportpreis, der Goldenen Sportpyramide der Stiftung Deutsche Sporthilfe für sein Lebenswerk ausgezeichnet. Verbunden damit ist die Aufnahme in die Hall of Fame des deutschen Sports. 2013 wurde er am Munich Olympic Walk of Stars verewigt.

## Nach der aktiven Karriere
Unter dem Motto „Faire Chancen für junge Menschen“ gründete Maske im Juni 1999 den Henry Maske Fonds, der sich für benachteiligte Jugendliche unter anderem durch die Einrichtung von Sportanlagen, Internetcafés und Werkstätten engagiert. Unterstützt wird Maske bei diesen Projekten von Prominenten wie dem US-Schauspieler Denzel Washington, der die Preview-Einnahmen seines Films Hurricane in den Fonds einfließen ließ, und der ehemaligen Bundesjustizministerin Herta Däubler-Gmelin, die mit Maske im November 1999 in Berlin das erste Henry Maske Festival eröffnete. Außerdem betrieb er als Franchisenehmer bis 2019 zehn McDonald’s-Filialen in Leverkusen, Bergisch Gladbach und Köln. Zudem hält Maske Vorträge zum Thema Mitarbeiterführung und Eigenmotivation.
Seit 2005 ist Henry Maske Schirmherr des Ronald McDonald Hauses in Essen.
Mitte September 2008 wurde bekannt, dass Maske als Hauptdarsteller in einer Filmbiografie über Max Schmeling (1905–2005) unter der Regie von Uwe Boll mitwirken würde. Maske, der zuvor bereits Statistenrollen in den Fernsehproduktionen Dann kamst du (2003) und Hammer & Hart (2006) bekleidet hatte, nahm für die Rolle des deutschen Schwergewichtsweltmeisters (1930 bis 1932) mehrere Monate Schauspielunterricht. Die Kritiken an dem Film, aber auch an der schauspielerischen Leistung Maskes fielen jedoch vernichtend aus. Maske wirke hölzern, wie ein Fremdkörper, teilweise unfreiwillig komisch und habe seinem Idol Schmeling letztlich einen Bärendienst erwiesen. Lediglich für die Aufnahmen im Ring, für die Boxprofis wie Yoan Pablo Hernández und Arthur Abraham gewonnen werden konnten, erhielt Maske Lob.
2011 spielte Henry Maske in Folge 115 der Kinderserie Die Pfefferkörner mit.
Seit November 2020 ist er Gesellschafter eines in Aachen ansässigen Unternehmens, das Sporttechnologie entwickelt und vertreibt.

## Familie
Sein Vater Dietrich war Instandhaltungsmechaniker bei der Nationalen Volksarmee.
Maske hat mit seiner ersten Frau Anke einen Sohn Steven. Er wohnt heute mit seiner zweiten Frau Manuela und den gemeinsamen Töchtern Lina und Sara in Overath bei Köln.

## Veröffentlichungen
- mit Bertram Job: Mein Box-Lexikon. Eichborn, Frankfurt am Main 1995, ISBN 3-8218-0475-0.
- mit Nicole Erhardt: Sport: Olympisch fit und fair. Kinderleicht-Wissen-Verlag, Regensburg 2004, ISBN 3-937810-31-5.
- mit Detlef Vetten: Nur wer aufgibt, hat verloren: Autobiografie. Ehrenwirth, Bergisch Gladbach 2006, ISBN 3-431-03690-2.